# Betriebsüberlassungsvertrag
Der Betriebsüberlassungsvertrag nach § 292 Abs. 1 Nr. 3 AktG ist ein Unternehmensvertrag, durch den sich eine Aktiengesellschaft oder Kommanditgesellschaft auf Aktien verpflichtet, den Betrieb ihres Unternehmens einem anderen zu überlassen. Der Vertragspartner führt dabei den überlassenen Betrieb auf eigene Rechnung, aber im Namen der überlassenenden Gesellschaft. Die Bevollmächtigung entsteht meist durch Erteilung von Prokura oder einer Generalhandlungsvollmacht.
Ein Betriebsüberlassungsvertrag und der Beschluss, durch den die Hauptversammlung dem Vertrag zugestimmt hat, sind nicht deshalb nichtig, weil der Vertrag gegen die § 57, § 58 und § 60 AktG verstößt.